# هدا ۲۰۷

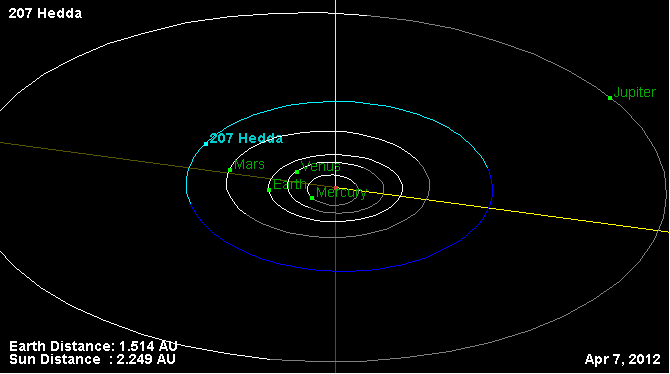
این قسمتی از سیارک در آسمان ها ست

سیارک ۲۰۷ (به انگلیسی: 207 Hedda) دویست و هفتمین سیارک کشف شده‌است که در ۱۷ اکتبر ۱۸۷۹ کشف شد.
قدر مطلق سیارک برابر ۹٫۹۲ است.